# Partido Democrático do Curdistão
Partido Democrático do Curdistão  (em curdo:  پارتی دیموکراتی کوردستان Partiya Demokrat a Kurdistanê ou PDK); é um dos principais partidos curdos no Curdistão iraquiano. Foi fundado em 1946 em Mahabad, no Curdistão iraniano, pelo general Mustafa Barzani, líder das revoltas curdas da década de 1960, e representou durante duas décadas o único partido lutando pela causa curda. Atualmente é liderado pelo atual presidente do Curdistão, Massoud Barzani. Internacionalmente, o partido é afiliado com a Aliança Mundial dos Democratas.

## Resultados eleitorais
Iraque

### Eleições legislativas
| Data    | CI.                            | Votos                          | %                              | +/-                            | Deputados                      | +/-                            | Status   |
| ------- | ------------------------------ | ------------------------------ | ------------------------------ | ------------------------------ | ------------------------------ | ------------------------------ | -------- |
| 01/2005 | Aliança Patriótica Democrática | Aliança Patriótica Democrática | Aliança Patriótica Democrática | Aliança Patriótica Democrática | Aliança Patriótica Democrática | Aliança Patriótica Democrática | Governo  |
| 12/2005 | Aliança Patriótica Democrática | Aliança Patriótica Democrática | Aliança Patriótica Democrática | Aliança Patriótica Democrática | Aliança Patriótica Democrática | Aliança Patriótica Democrática | Governo  |
| 2009    | Aliança Curda                  | Aliança Curda                  | Aliança Curda                  | Aliança Curda                  | Aliança Curda                  | Aliança Curda                  | Governo  |
| 2014    | 2.º                            | 1 038 002                      | 9,3 / 100,0                    |                                | 25 / 328                       |                                | Governo  |
| 2018    | 4.º                            | N/D                            | N/D                            |                                | 25 / 329                       | Estável                        | Oposição |

 Curdistão Iraquiano

### Eleições regionais
| Data | CI.                            | Votos                          | %                              | +/-                            | Deputados | +/- | Status  |
| ---- | ------------------------------ | ------------------------------ | ------------------------------ | ------------------------------ | --------- | --- | ------- |
| 1992 | 1.º                            | 437 879                        | 45,3 / 100,0                   |                                | 51 / 100  |     | Governo |
| 2005 | Aliança Patriótica Democrática | Aliança Patriótica Democrática | Aliança Patriótica Democrática | Aliança Patriótica Democrática | 40 / 111  | 11  | Governo |
| 2009 | Aliança Curda                  | Aliança Curda                  | Aliança Curda                  | Aliança Curda                  | 30 / 111  | 10  | Governo |
| 2013 | 1.º                            | 743 984                        | 37,8 / 100,0                   |                                | 38 / 111  | 8   | Governo |
| 2018 | 1.º                            | 738 698                        | 45,6 / 100,0                   | 7,8                            | 45 / 111  | 7   |         |